# アレックス・ウォーキンショー
アレックス・ニューコンビ・ウォーキンショー（Alex Newcombe Walkinshaw 1974年10月5日-）は、イギリスイングランドエセックスバーキング出身の俳優。McCallumでスモールを演じ、2003年からThe Billでデール・スミスを演じている。